# Christine Choy
Christine Choy, eigentlich Chai Ming Huei, (* 1952 in Schanghai, Volksrepublik China) ist eine US-amerikanische Dokumentarfilmerin (Regisseurin, Produzentin, Drehbuchautorin, Kamerafrau) und Pädagogin mit chinesisch-koreanischen Wurzeln.

## Leben und Wirken
Die gebürtige Chai Ming Huei wurde als Tochter einer Chinesin und eines Koreaners in China geboren und wuchs in China auf. Infolge der Kulturrevolution verließen Mutter und Kind das Land und übersiedelten auf die koreanische Halbinsel. Hier entdeckte das junge Mädchen ihre Liebe zum (amerikanischen) Film, stellte aber auch erstmals einen latenten Rassismus von US-Filmemachern gegenüber Asiaten fest, der sich in diesen Filmen manifestierte. Mit einem Stipendium in der Tasche ging Christine Choy in die Vereinigten Staaten. Am Manhattanville College erhielt sie eine Ausbildung zur Architektin und schloss an der Graduate School of Architecture, Planning and Preservation an der Columbia University mit einem Master of Science ab. Anstatt diesen Beruf anschließend auch zu ergreifen, reiste Choy nach Los Angeles und studierte Filmregie am American Film Institute. In der Folgezeit konzentrierte sich die Sino-Amerikanerin seit ihren frühen Zwanzigern auf die Herstellung von Dokumentarfilmen.
Ihre Arbeiten behandelten die unterschiedlichsten Themen: Christine Choy beleuchtete das Leben unterschiedlicher Volksgruppen und Rassen am Mississippi Delta (Mississippi Triangle), offenbarte die politische und gesellschaftliche Situation in Südwestafrika, dem späteren Namibia unter damals noch südafrikanischer Herrschaft (Namibia: Independence Now!), stellte einem mutmaßlich rassistisch begründetem Mord an einem japanischen Austauschstudenten (The Shot Heard ‘Round the World) nach, erinnerte an die über 300.000-fachen Morde und Vergewaltigungen japanischer Soldateska an den Chinesen von Nanking 1937 (In the Name of the Emperor) und analysierte die Situation in Koreatown von Los Angeles, nachdem es kurz zuvor aufgrund unverhältnismäßiger Polizeigewalt zur Tötung des schwarzen US-Bürgers Rodney Kings gekommen war (Rodney King: Koreatown Reacts). Für ihre Arbeit an Who Killed Vincent Chin?, der Nacherzählung eines aus Konkurrenzneid und Rassismus geborenen Verbrechens zum Nachteil eines asiatischstämmigen Angestellten in der US-Autoindustrie, erhielten die Macherinnen dieser knapp anderthalbstündigen Produktion, Christine Choy und Renee Tajima-Peña, eine Oscar-Nominierung in der Sparte Bester Dokumentarfilm.
Christine Choy stellte in ihrer bisherigen Schaffenszeit über siebzig Werke her und erhielt für diese teils inszenierten, teils produzierten Dokumentationen über sechzig internationale Preise (u. a. in Bangkok, Hawaii und auf dem Sundance Film Festival). Zahlreiche Stipendien wie die von John Simon Guggenheim, dem Hause Rockefeller und dem Asian Cultural Council ermöglichten ihr, unabhängig zu arbeiten. Christine Choy ist auch lehrend tätig: So unterrichtet sie als Professorin an der New York University sowie gastweise in Yale, der Cornell University und der State University of New York in Buffalo. Gastvorträge führten die Pädagogin an das Evergreen State College sowie nach Oslo ans Volda Film Institut.

## Filmografie (Auswahl)
Regie oder Produktion oder Drehbuch oder Kamera
- 1974: Teach Our Children
- 1975: Fresh Seeds in a Big Apple
- 1975: Generation of a Railroad Spiker
- 1976: From Spikes to Spindles
- 1977: North Country Tour
- 1978: Inside Women Inside
- 1978: Loose Pages Bound
- 1980: To Love, Honor, and Obey
- 1981: White Flower Passing
- 1982: Bittersweet Survival
- 1982: Go Between
- 1983: Mississippi Triangle
- 1984: Namibia, Independence Now!
- 1985: Monkey King Looks West
- 1986: Permanent Wave
- 1987: Who Killed Vincent Chin?
- 1988: Shanghai Lil's
- 1989: The Best Hotel on Skid Row
- 1993: Sa-I-gu
- 1996: The Shot Heard Round The World
- 1998: In the Name of the Emperor
- 2001: Ha Ha Shanghai
- 2008: Long Story Short
- 2010: Cellar
- 2014: Ghina
- 2016: Rodney King: Koreatown Reacts
- 2016: ReOrienting Africa